# Jerzy Andrzejewski (generał MO)
Jerzy Stanisław Andrzejewski (ur. 9 kwietnia 1925 w Środzie Wielkopolskiej, zm. 19 lutego 2008 w Gdyni) – funkcjonariusz służby bezpieczeństwa i generał brygady Milicji Obywatelskiej.

## Życiorys
Syn Antoniego i Wiktorii. Uczęszczał do Szkoły Powszechnej w Środzie Wlkp. Z zawodu kinooperator. Był słuchaczem Centralnej Szkoły Oficerskiej MBP w Lublinie (od stycznia do maja 1945). Następnie zastępca szefa/p.o. szefa PUBP w Tczewie (1945-1946), funkcjonariusz PUBP w Sopocie (1946), słuchacz Kursu Szefów PUBP w Centrum Wyszkolenia MBP w Legionowie (1946-1947), absolwent Liceum Ogólnokształcącego w Tczewie (1947), z-ca szefa/szef Wojewódzkiego Urzędu Bezpieczeństwa Publicznego w Kielcach (1950-1954), komendant wojewódzki MO w Lublinie (1966-1975), komendant gdańskiej KWMO (1975-1983) oraz szef Wojewódzkiego Urzędu Spraw Wewnętrznych w Gdańsku (1983-1990). Stopień generała brygady otrzymał w 1982. Przed śmiercią stale zamieszkiwał w Sopocie,
Był odznaczony m.in. Krzyżem Kawalerskim i Komandorskim Orderu Odrodzenia Polski, Medalem 10-lecia, 30-lecia i 40-lecia Polski Ludowej, Orderem Sztandaru Pracy I klasy, Medalem Zwycięstwa i Wolności 1945, Srebrnym Medalem Zasłużonym na Polu Chwały, Brązowym, Srebrnym i Złotym Medalem Za zasługi dla obronności kraju, Medalem Za udział w obronie władzy ludowej, Złotą Odznaką Za zasługi w ochronie porządku publicznego, Złotą Odznakę „Za Zasługi dla Obrony Cywilnej” i Medalem im. Ludwika Waryńskiego (1988).
Zmarł w 2008. Został pochowany na Cmentarzu Komunalnym w Sopocie (kwatera N6-3-5).

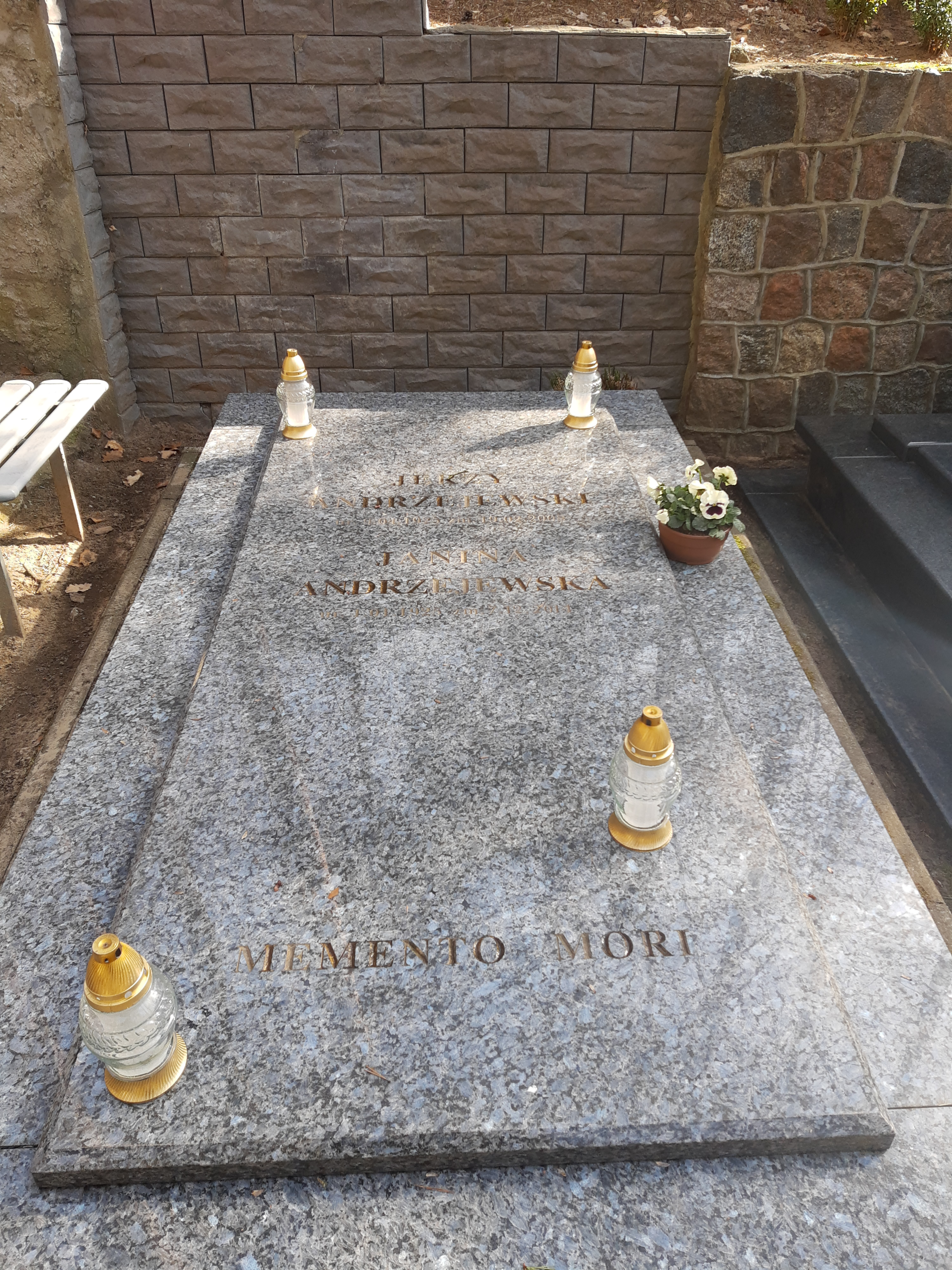
Grób gen. Jerzego Andrzejewskiego na cmentarzu komunalnym w Sopocie